# Alpha United FC
El Alpha United FC es un equipo de fútbol de Guyana, el cual tiene como sede la ciudad de Providence. Milita en la GFF Elite League, la categoría máxima del fútbol en Guyana.
En el 2011, fueron reconocidos como el primer equipo de Guyana en clasificar a la Liga de Campeones de la CONCACAF por quedar de tercer lugar en la clasificatoria: el Campeonato de Clubes de la CFU, donde estuvieron por ganar la GFF Superliga en el 2010.
En la Liga de Campeones de la CONCACAF, enfrentaron al Herediano de Costa Rica en su primer partido en la historia del torneo, siendo apaleados con un marcador de 8-0 de visitantes. En el juego de vuelta comenzaron bien, con ventaja de 2-0, terminando el juego les empataron 2-2 y quedaron eliminados con un marcador global de 2-10.
También jugó en el Campeonato de Clubes de la CFU en el 2009 y 2010. En el 2009 fueron eliminados por el Tempête FC de Haití; y en el 2010 por el San Juan Jabloteh de Trinidad y Tobago en la Segunda Ronda.

## Historia
El Alpha United FC fue fundado en el año 1994, a finales del siglo XX,  pero jugaron su primera temporada en el fútbol de Guyana por el 2005, ganando su primera liga 4 años después.
Tuvieron un gran reconocimiento cuando en el Campeonato de Clubes de la CFU eliminaron la campeón de la TT Pro League, el Defence Force.
El 2014 participaron por primera vez en la fase de grupos de la CONCACAF Liga de Campeones, siendo parte del grupo 4 conformado por el Portland Timbers y el Olimpia CD.

## Palmarés

### A Nivel Continental
- Campeonato de Clubes de la CFU
  - Tercer Lugar (1): 2011

### A Nivel Local
- GFF Superliga: 5

2009, 2010, 2011, 2013, 2014
- Copa Mayors : 2

2008, 2013
- Copa Kashif & Shanghai : 2

2008, 2011
- Copa Regional de Georgetown: 4

2006, 2007, 2008, 2009
- GFF Super 8: 1

2010
- Torneo NAMLICO: 1

2010

## Actuaciones en los Torneos de la CONCACAF
- Campeonato de Clubes de la CFU: 3 apariciones
  - 2009

Primera Ronda vs.  Tempête FC -- 1:1, 0:2
- - 2010

Primera Ronda vs.  Elite SC -- w/o
Primera Ronda vs.  WBC -- 1:1
Primera Ronda vs.  Defence Force -- 3:1
Segunda Ronda vs.  San Juan Jabloteh -- 0:2
Segunda Ronda vs.  River Plate PR -- 1:1
- - 2011

Ronda de Eliminación 1 vs.  Bassa -- w/o
Ronda de Eliminación 2 vs.  River Plate PR -- 0:0, 3:2
Semifinales vs.  Puerto Rico Islanders -- 1:3 (a.e.t)
Juego del Tercer Lugar vs.  Defence Force -- 1:1 (4:3 pen.)
- Liga de Campeones de la CONCACAF: 1 aparición

2011-12 - Ronda Preliminar vs.  Herediano -- 2:2, 0:8

## Jugadores

### Plantilla 2014/15
- = Lesionado de larga duración
- = Capitán